# Krościenko nad Dunajcem
Krościenko nad Dunajcem è un comune rurale polacco del distretto di Nowy Targ, nel voivodato della Piccola Polonia.
Ricopre una superficie di 57,27 km² e nel 2004 contava 6 362 abitanti.